# Hans-Dahs-Plakette
Die Hans-Dahs-Plakette, benannt nach dem Anwalt Hans Dahs, gilt als höchste Auszeichnung der deutschen Anwaltschaft und wird vom Deutschen Anwaltverein in unregelmäßigen Abständen an Rechtsanwältinnen und Rechtsanwälte verliehen, die sich gleichermaßen um die Anwaltschaft und um ihre Verbindung zur Wissenschaft verdient gemacht haben. 

## Träger der Plakette (Auswahl)
- 1973: Adolf Arndt[1]
- 1975: Karl Weber[2]
- 1977: Walter Oppenhoff[3]
- 1979: Heinz Brangsch[4]
- 1981: Bernd Bender (* 1919) und Fritz Ostler
- 1985: Konrad Redeker[5]
- 1987: Carl Otto Lenz
- 1989: Jochen Plagemann
- 1993: Rüdiger Zuck
- 1995: Dieter Ahlers[6]
- 1999: Hans-Jürgen Rabe[7][8] und Ludwig Koch[8]
- 2004: Ulrich Stobbe[9]
- 2006: Achim Krämer[10]
- 2008: Franz Salditt[11]
- 2010: Dieter Sellner[12]
- 2012: Felix Busse[13]
- 2015: Michael Kleine-Cosack
- 2018: Jobst-Hubertus Bauer
- 2023: Mechtild Düsing